# 紀元前300年
紀元前300年（きげんぜん300ねん）は、ローマ暦の年である。
当時は、「コルヴスとパンサが執政官の年」（ローマ建国紀元454年とも）呼ばれた。紀元前300年という命名は、キリスト紀元の紀年法がヨーロッパで一般化した中世から使われ始めた。

## 他の紀年法
- 干支 : 辛酉
- 日本
  - 皇紀361年
  - 孝安天皇93年
- 中国
  - 周 - 赧王15年
  - 秦 - 昭襄王7年
  - 楚 - 懐王29年
  - 斉 - 湣王元年
  - 燕 - 昭王12年
  - 趙 - 武霊王26年
  - 魏 - 襄王19年
  - 韓 - 襄王12年
- 朝鮮
  - 檀紀2034年
- ベトナム :
- 仏滅紀元 : 245年
- ユダヤ暦 :

## できごと

### ギリシャ
- 巡礼者が、治療の寺院のアスクレピオンに、病気を治そうと巡礼した。信者は、清めの儀式の後生贄や捧げ物をした。

### 共和政ローマ
- オグルニウス法が成立し、神官職がプレブスにも開かれた。

### エジプト
- エピロス王ピュロスが、イプソスの戦いの後、プトレマイオス朝エジプトの人質となる。プトレマイオス1世とベレニケ1世の娘のアンティゴネーと政略結婚をする。
- プトレマイオス1世がトラキア王リュシマコスと同盟を結び、娘のアルシノエ2世を嫁がせる。

### セレウコス朝
- セレウコス1世が、父アンティオコスを記念して、オロンテス川から20マイル離れた地点に、アンティオキアという都市を開基する。
- セレウコスが、妻のアパメーの死後、デメトリオス1世の娘ストラトニケと再婚する。

### インド
- ジャイナ教の聖典が編纂される（おおよその年代）。

### 中国
- 秦の涇陽君が斉の人質となった。
- 秦の華陽君が楚軍を撃破し、楚将の景鞅を戦死させ、襄城を奪った。楚の懐王は太子の羋橫を人質として斉に送った。
- 秦の樗里疾が死去し、趙出身の楼緩を丞相とした。
- この年以降、燕は大将秦開を派遣して東胡を打ち破った。

### 芸術
- マケドニアのペラに、芸術家のグノーシスが、「鹿狩り」と呼ばれるモザイク装飾の床を作る。モザイクには「グノーシスがこれを作る」と署名があった。現在ペラの考古学博物館に保存されている。

## 死去
- 白圭、魏の商人（* 紀元前370年）
- 樗里疾、秦の王族・政治家・軍人